# Дневники вампира (сезон 6)
Шестой сезон американского телесериала «Дневники вампира», премьера которого состоялась на телеканале The CW 2 октября 2014 года, а финальный эпизод вышел 14 мая 2015 года. 13 февраля 2014 года шоу было продлено на шестой сезон.

## Сюжет
Действие сериала происходит в Мистик Фоллс, штат Вирджиния, вымышленном маленьком городке, который преследуют сверхъестественные существа. В этом сезоне Дэймон (Иэн Сомерхолдер) и Бонни будут вынуждены провести долгое время в потусторонней тюрьме, где познакомятся с необычным ведьмаком из клана Близнецов, который изменит жизни каждого из героев сериала; Кэролайн и Стефан (Пол Уэсли) отключат человечность и натворят дел; Аларик почти обретет семейное счастье; братья Сальваторе и Энзо узнают новое об их матери и даже встретятся с ней; у Тайлера и Лив будет любовь с печальным концом; Елена (Нина Добрев) получит лекарство от вампиризма; в Мистик Фоллс из потусторонней тюрьмы ворвется страшная сила под названием Еретики.

## В ролях

### Основной состав
- Нина Добрев — Елена Гилберт
- Пол Уэсли — Стефан Сальваторе
- Иэн Сомерхолдер — Дэймон Сальваторе
- Стивен Р. Маккуин — Джереми Гилберт
- Катерина Грэм — Бонни Беннет
- Кэндис Аккола — Кэролайн Форбс
- Зак Рериг — Мэтт Донован
- Майкл Тревино — Тайлер Локвуд
- Мэттью Дэвис — Аларик Зальцман
- Майкл Маларки — Энзо Сент-Джон

| - Джоди Лин О’Киф — Джозетта «Джо» Лафлин - Крис Вуд — Малакай «Кай» Паркер - Пенелопа Митчелл — Оливия «Лив» Паркер - Маргарит Макинтайр — шериф Элизабет «Лиз» Форбс - Крис Брошу — Лукас «Люк» Паркер - Энни Вершинг — Лилиан «Лили» Сальваторе - Эмили Чанг — Айви - Габриэль Уолш — Моника - Тристин Майс — Сара Нельсон - Марко Джеймс Маркес — Лиам Дэвис | - Колин Фергюсон — Томас Винсент «Трипп» Кук - Крис Казинс — Джошуа Паркер - Крис Уильям Мартин — Зак Сальваторе |

## Эпизоды
| № общий | № в сезоне | Название                                                                                           | Режиссёр          | Автор сценария                     | Дата премьеры   | Зрители в США (млн) |
| --- | ---------- | -------------------------------------------------------------------------------------------------- | ----------------- | ---------------------------------- | --------------- | ------------------- |
| 112 | 1          | «Я буду помнить» «I’ll Remember»                                                                   | Джефри Хант       | Кэролайн Драйз                     | 2 октября 2014  | 1,81                |
| После того, как Елена проводит четыре месяца, справляясь с потерей Дэймона необычным и потенциально опасным способом, она возвращается в колледж Уитмор, чтобы продолжить обучение на втором курсе. Не будучи способной двигаться дальше, Кэролайн отчаянно пытается найти способ обратить заклинание Странников, которое они наложили на Мистик Фоллс, и раздражается, когда Стефан не отвечает на её звонки. У Тайлера, вновь ставшего оборотнем, происходит стычка на футболе, которая поставит под вопрос его способность контролировать свой гнев. Мэтт беспокоится, что Джереми, пытаясь пережить потерю Бонни, встал на путь саморазрушения. Аларик, которому тяжело привыкнуть к жизни вампира, попадает в неловкую ситуацию, когда он встречает Джо, красивую докторшу в больнице при университете. Пока все считают, что Стефан уехал искать способ вернуть Дэймона и Бонни, Елена шокирована правдой о том, чем он занимался на самом деле. |            | |                   |                                    |                 |                     |
| 113 | 2          | «Извещение о смерти» «Yellow Ledbetter»                                                            | Паскаль Верскурис | Джули Плек                         | 9 октября 2014  | 1,67                |
| Зная, что ей придётся смириться с потерей Дэймона, Елена обращается к Аларику за помощью что-то изменить в её жизни. Энзо убеждает Кэролайн присоединиться к нему, пока он проверяет одну зацепку, которая может помочь вернуть Дэймона и Бонни, но Кэролайн шокирована, когда они совершают неожиданный крюк и узнают, чем занимается Стефан. В это время Мэтт беспокоится о Джереми, который проводит время с Сарой, таинственной девушкой, которая недавно приехала в Мистик Фоллс. Трипп, лидер общества программы защиты, делает Мэтту интересное признание касательно его связи с городом. В конце серии, с разрушенной навсегда иной стороной, Дэймон и Бонни неохотно объединяют усилия, чтобы разобраться в тайне места, в котором они находятся, и в том, как им вернуться домой. |            | |                   |                                    |                 |                     |
| 114 | 3          | «Добро пожаловать в рай» «Welcome to Paradise»                                                     | Майкл Элловитц    | Брайан Янг                         | 16 октября 2014 | 1,83                |
| В попытке привнести немного веселья в свою жизнь, Елена уговаривает Кэролайн встретиться у купальни, где она планирует познакомить её со своим одногруппником Лиамом. Но Лиам на самом деле очарован Еленой, о чем признается ей и целует ее. Тайлер, всё ещё работая над контролем своего гнева, просит Лив об одолжении и сильно удивляется, когда она делает неожиданное признание. Стефан приезжает обратно в Мистик Фоллс в поисках Энзо, и его застают врасплох необычные изменения в Елене. В это время, действия Энзо на озере приводят Мэтта к пугающему откровению. Джереми узнаёт нечто об антимагическом заклинании, что может угрожать жизни Елены. Дэймон и Бонни натыкаются на подсказки, благодаря которым они начинают понимать, что они здесь не одни. |            | |                   |                                    |                 |                     |
| 115 | 4          | «Солнечное затмение» «Black Hole Sun»                                                              | Келли Сайрус      | Мелинда Хсю Тейлор и Нил Рейнольдс | 23 октября 2014 | 1,66                |
| Когда Дэймон и Бонни понимают, что раскрытие прошлого Дэймона может дать им подсказки, как найти путь домой, Дэймон вынужден заново пережить один из худших дней своей жизни. После странной встречи с Джо в больнице, Аларик решает помочь Джереми наладить жизнь и смириться с потерей Бонни. Стефан пытается показать Елене, что значит начать всё с начала и создать новую личность, а ничего не подозревающий Мэтт оказывается в неприятной ситуации, когда Трипп раскрывает ему темную тайну. В конце серии, Стефан, который отчаянно пытается сделать свою жизнь нормальной, шокирован появлением неожиданного гостя. |            | |                   |                                    |                 |                     |
| 116 | 5          | «Мир изменился, а я остался прежним» «The World Has Turned and Left Me Here»                       | Лесли Либман      | Бретт Мэтьюс                       | 30 октября 2014 | 1,58                |
| Приближается вечер встречи выпускников, и Елена приглашает Лиама пойти на вечеринку в лабиринте кукурузного поля вместе с ней. У Стефана проблемы с Айви, которую перед смертью Энзо обратил в вампира и которая теперь не может контролировать свою жажду крови. Кэролайн недовольна просьбой Стефана покараулить Айви некоторое время, но соглашается ему помочь. Елена убеждает Аларика не быть затворником и прийти на вечеринку на кукурузном поле. Сбежавшая от Кэролайн Айви нападает на человека, но вовремя останавливается и разрешает ему убежать. Чуть позже этот человек становится причиной крупной аварии - Тайлер, пытаясь избежать с ним столкновения на дороге, протаранивает часть кукурузного поля, на котором проходит вечеринка в лабиринте. Аларику и Елене приходится держать себя в руках, чтобы помогать Джо и Лиаму спасать тяжело пострадавших участников вечеринки. В это время Тайлер пытается спасти сбитого им человека и просит о помощи Елену, но внезапно их находит Лив и убивает пострадавшего, чтобы у Тайлера не активировалось проклятье оборотня. Елена целует Лиама по собственному желанию и также чтобы отвести от себя подозрения. Аларик узнает, что на Джо не действует его внушение. Стефан признается Кэролайн касательно своего намерения жить дальше вдали от Мистик Фоллс, чем разочаровывает ее. Тем временем Кай принуждает Дэймона и Бонни действовать его плану, чтобы выбраться из тюремного мира. Когда Бонни раскрывает, что Кай бесполезен, они с Дэймоном убивают его, чтобы выбраться вдвоем. Однако, Кай неожиданно приходит в себя и смертельно ранит Бонни, но она успевает отправить Дэймона в мир живых и разбивая асцендент вдребезги. Айви сама просит Кэролайн о помощи, но первым ее находит Трипп. Кэролайн успевает увидеть, как Трипп засовывает Сару в свой фургон. Стефан приходит в семейный склеп Сальваторе, чтобы грустить о Дэймоне, как внезапно появляется Дэймон, и братья воссоединяются. |            | |                   |                                    |                 |                     |
| 117 | 6          | «Чем больше ты отворачиваешься, тем ближе я подбираюсь» «The More You Ignore Me, the Closer I Get» | Гаррет Стовер     | Чад Файвэш                         | 6 ноября 2014   | 1,59                |
| Аларик просит Елену разузнать о прошлом Джо и проследить за ней. В больнице Елена пытается поближе пообщаться с Джо, но та говорит ей, что знает о том, что они с Алариком вампиры, потому что они выдали себя. А Елена понимает, что Джо - ведьма. Елена рассказывает обо всем Аларику. После того, как Кэролайн узнает о том, что Энзо в плену у Триппа, она объединяет усилия с Мэттом и Стефаном, чтобы спасти его прежде, чем Трипп узнает их личности. Вооружённая новой информацией касательно своего прошлого, Сара вламывается в офис Триппа и сильно удивляется, когда обнаруживает там Мэтта, который проводит собственное расследование. Вернувшийся Дэймон узнает о том, что Елена стерла воспоминания о нем, но не оставляет попыток достучаться до нее. Елена всячески избегает личной встречи с Дэймоном и просит Аларика не возвращать ее воспоминания. Но меняет свое решение после того, как Дэймон оказывается похищен Триппом и его помощниками. Кэролайн и Елена, Аларик и Стефан блокируют дороги на въездах в Мистик Фоллс, чтобы остановить фургон Триппа с Дэймоном и Энзо внутри. Трипп прорывается через границу города, тараня машину Стефана и протащив с собой Аларика и успевает сбежать, пока Стефан спасает Дэймона и Энзо. Аларику на помощь приходит Джо, спасая его от смерти естественным путем, и Аларик умирает и воскресает, потеряв все сверхъестественные способности. Кэролайн сообщает Елене ужасную новость - Аларик стал человеком и не сможет вернуть ей воспоминания. Джереми слетает с катушек, выплескивая свой гнев, узнав, что Бонни не вернулась с Дэймоном. В конце серии Дэймон, получив разочаровывающие новости, решительно идет на встречу с Еленой. |            | |                   |                                    |                 |                     |
| 118 | 7          | «Помнишь нашу первую встречу?» «Do You Remember the First Time?»                                   | Даррен Женет      | Ребекка Сонненшайн                 | 13 ноября 2014  | 1,54                |
| Встреча Дэймона и Елены не помогает решить их проблему. Энзо поймал и запер Триппа, чтобы допросить его вместе с Мэттом и Стефаном. В то же время помощники Триппа в Мистик Фоллс берут в заложники шерифа Форбс, чтобы обменять ее на Триппа. Энзо недоволен, когда Кэролайн и Стефан приезжают, чтобы забрать Триппа для обмена, но соглашается отдать его. Также Энзо замечает чувства Кэролайн к Стефану, когда они ссорятся, о чем сообщает Стефану прямо при Кэролайн, после чего оба чувствуют неловкость. В момент обмена заложниками Триппа разрывает, когда он переходит границу Мистик Фоллс - это прощальный "подарок" Энзо, который тайно от всех успел обратить Триппа в вампира; помощники Триппа сбегают. В Уитморе проходит благотворительный вечер в поддержку медцентра, и Джо приглашает Аларика в качестве своей пары. Елена приходит на вечер со своим новым парнем Лиамом, но появившийся Дэймон внушает Лиаму прогуляться, а сам пытается вернуть Елене воспоминания. Когда снова ничего не получается, Елена просит Дэймона помочь ей. Они едут на одно из последних их знаковых мест у границы с Мистик Фоллс, где Елена от безысходности переходит границу города, и через боль к ней возвращаются несколько воспоминаний, но Дэймон успевает вытащить Елену на свою сторону границы, пока она не погибла. Он говорит, что готов отпустить ее, и его жертва поражает Елену. Лиам приходит к Елене, рассказывая о своем мини-расследовании, он говорит о своих подозрениях и обвиняет ее во лжи. Тем временем в тюремном мире Бонни жива, но ранена. Ей удается сбежать от Кая, прихватив разбитый асцендент. Она успевает собрать механизм заново до наступления полнолуния, но последняя запчасть оказывается у Кая. Бонни приходится снова объединиться с Каем, но, благодаря хитрости, она успевает переместить свою магию в плюшевого медведя, которого отправляет вместо себя в наш мир - тем самым лишив себя и Кая шанса вернуться. Пьяный Дэймон, прогуливаясь по кладбищу после неудачи с Еленой, находит возле фамильного склепа плюшевого мишку и понимает, что это знак от Бонни и что она жива. |            | |                   |                                    |                 |                     |
| 119 | 8          | «Слиться с тобой» «Fade Into You»                                                                  | Джошуа Батлер     | Нина Фьори и Джон Эррера           | 21 ноября 2014  | 1,68                |
| Кэролайн и Елена устраивают вечеринку на День Благодарения и Елена ищет способы, чтобы признаться Лиаму в том, что она вампир. Стефан, Дэймон и Аларик идут в Портленд, чтобы связаться с кланом Близнецов. Во время поиска ответов, Дэймон встречает отца Кая, Джошуа, который объясняет ему традиции ковена. Тем временем Бонни противостоит Каю в тюремном мире 1994 года. |            | |                   |                                    |                 |                     |
| 120 | 9          | «Я одна» «I Alone»                                                                                 | Келли Сайрус      | Брайан Янг и Холли Брикс           | 4 декабря 2014  | 1,49                |
| Дэймон оказывается в ужасной ситуации после того, как приводит в действие план с Алариком против его воли. Когда Елена делится обнадеживающими новостями с Джереми касательно Бонни, она шокирована его реакцией. Лив помогает Дэймону и Елене в их плане вернуть Бонни назад, но когда всё принимает неожиданный оборот, она встает перед сложным выбором. Мэтт берёт ситуацию в свои руки, когда действия Энзо переходят все границы, а существование Кая продолжает быть опасной угрозой. |            | |                   |                                    |                 |                     |
| 121 | 10         | «Рождество твоими глазами» «Christmas Through Your Eyes»                                           | Майкл Алловиц     | Кэролайн Драйз                     | 18 декабря 2014 | 1,82                |
| Приближаются рождественские праздники, и Бонни пытается возродить любимые традиции, вспоминая счастливые времена со своими друзьями. Поскольку Кэролайн не может вернуться в Мистик Фоллс, шериф Форбс приезжает в общежитие Кэролайн, чтобы там провести любимый семейный праздник, и просит Стефана помочь ей с подготовкой. После того, как шериф внезапно падает в обморок, друзья отвозят ее в больницу. Елена и Стефан узнают от врачей, что у шерифа Форбс неизлечимая стадия рака. Стефан берется рассказать ужасные новости Кэролайн, а Елена - Дэймону. Тем временем Кай похищает Джо и держит ее в одном из склепов на кладбище. Он предлагает Люку и Лив заключить сделку, чтобы оставить их в живых, и Лив соглашается убедить Джо вернуть ее магию, а Люк уходит. Аларик обращается за помощью к Елене и Дэймону, когда понимает, что Джо пропала. Аларик и Дэймон находят Кая на кладбище и им удается нейтрализовать его и перенести на сторону Мистик Фоллс. Там его магия пропадает, и они приковывают его к одному из памятников. Дэймон допускает ошибку, упоминая в разговоре с Каем о магическом куполе, наложенном странниками на Мистик Фоллс, и Кай "высасывает" всю магию странников из земли и сбегает, оставив, тем не менее, в живых Аларика и Дэймона. В это время Джереми помогает Мэтту поймать Энзо. Мэтт перевозит Энзо в фургоне Триппа через границу Мистик Фоллс как раз в тот момент, когда Кай забирает в себя всю магию, и защитный купол странников пропадает. Энзо остается жив, но не убивает Мэтта. Вместо этого он просит Мэтта помочь сделать жизнь Стефана невыносимой. Дэймон удивлен неожиданному рождественскому подарку - Стефан восстановил его машину, которая сгорела, когда он протаранил ею Мистик Гриль. Елена приходит к Дэймону и понимает, что невидима для него, когда он закрывает перед ней дверь. За ее спиной оказывается Кай, наложивший на них скрывающее заклятие, и вырубает Елену ударом могильной оградки. |            | |                   |                                    |                 |                     |
| 122 | 11         | «Проснулась с чудовищем» «Woke Up With a Monster»                                                  | Пол Уэсли         | Мелинда Хсю Тейлор                 | 22 января 2015  | 1,63                |
| Кай захватывает Елену и держит её как заложницу в «Мистик Гриль», убив владельца. Он планирует использовать вновь приобретённые магические способности на Елене, тем самым осваивая новую магию. Тем временем Кэролайн и Стефан начинают искать врача, который может вылечить Лиз, и едут в Дьюк. По пути Стефан заходит на художественную выставку, проводимую его племянницей, Сарой Сальваторе (Нельсон), но сталкивается там с Энзо. Кай приносит Елену в школу и уничтожает её дневное кольцо. Елена успевает сбежать от Кая и звонит Дэймону, который приходит с Лив, чтобы спасти её. Кэролайн думает, что нашла способ избавить свою мать от рака: в больнице Дюка она находит онко-больного и дает ему свою кровь. Некоторое время они со Стефаном наблюдают, как Колину стало лучше. Кэролайн уезжает уверенная, что кровь вампира излечит ее мать, однако Стефан в этом не уверен. Кэролайн приезжает в больницу к матери и дает ей выпить свою кровь. Ночью Колину становится хуже и он умирает. |            | |                   |                                    |                 |                     |
| 123 | 12         | «Отходная молитва» «Prayer For the Dying»                                                          | Джефри Хант       | Бретт Мэтьюс и Ребекка Сонненшайн  | 29 января 2015  | 1,47                |
| Ночью Колин заявляется в дом Кэролайн в Мистик Фоллс в ужасном состоянии и отключается у нее в гостиной. Кэролайн зовет Стефана на помощь, и они понимают, что Колин стал вампиром и поэтому смог ее найти. Джо помогает сделать обследование Колина и выдает неутешительный диагноз - его болезнь никуда не ушла, а только усилилась благодаря обостренным вампирским чувствам и он испытывает ужасные муки. Они понимают, что Лиз ждёт то же самое и ищут способ всё исправить, а Дэймон убивает Колина. Джо предлагает сделать Лиз полное переливание крови, чтобы вывести кровь вампира из ее организма, но ничего не получается. Тогда Дэймон, благодаря Тайлеру, находит неожиданное решение: он пробуждает Кая и заключает с ним сделку - помощь Лив в обмен на объединение близнецов Лив и Люка. Тем временем Лив и Люк приглашают своего отца на ужин в честь их дня рождения, чтобы попросить его разрешения не объединяться и сохранить жизни обоих близнецов, взамен себя предлагая объединить Кая и Джо. Дэймон вносит свои коррективы - шантажом он просит отца близнецов объединить их этой ночью. Отец обманом начинает заклинание слияния близнецов, но Тайлер успевает помешать этому. Тогда Люк уходит на поиски Кая. В то же время Кай, исполнив свою часть сделки, крадет Джо из больницы, чтобы произвести слияние. В момент заклинания их находит Люк и заставляет Кая сделать слияние с собой вместо Джо. По окончании заклинания оба брата падают замертво, но оживает Кай. Тем временем у Лив случается сердечный приступ, и Елена и Дэймон пытаются ее откачать, но подоспевший врач констатирует смерть. Когда приходят Стефан и Кэролайн, Лив внезапно оживает, выйдя из состояния клинической смерти. Елена, глубоко пораженная случившимся, говорит Дэймону, что жизнь коротка, целует его и говорит о готовности продолжать их отношения. Лив втайне от Кэролайн просит Стефана заботиться о Кэролайн после ее смерти. |            | |                   |                                    |                 |                     |
| 124 | 13         | «В тот день я попыталась жить» «The Day I Tried to Live»                                           | Паскаль Верскурис | Чад Файвэш и Джеймс Стотеро        | 5 февраля 2015  | 1,61                |
| Наступает день рождения Бонни, но Джереми не хочет его праздновать, но Дэймон и Елена его переубеждают. Тем временем Бонни, запертая в одиночестве в тюремном мире, не может взять больше выносить этого и планирует покончить жизнь самоубийством. Тем временем Стефан раскрывает свой секрет о внучатой племяннице Саре Сальваторе, а Энзо разрабатывает хитрый план, в который вовлекает Мэтта. Кэролайн пытается справиться с трудностями в жизни, особенно с болезнью матери, а Стефан помогает и присматривает за ней. Джереми решает оставить Мистик Фоллс и двигаться дальше. |            | |                   |                                    |                 |                     |
| 125 | 14         | «Останься» «Stay»                                                                                  | Крис Грисмер      | Брайан Янг и Кэролайн Драйз        | 12 февраля 2015 | 1,52                |
| С помощью Елены и Дэймона Джереми выпускается из школы несколькими месяцами ранее и уезжает, чтобы пойти в художественную школу. Однако на самом деле он уезжает охотится на вампиров, о чём знает лишь Аларик. Стефан помогает Кэролайн устроить дом у озера для шерифа Форбс, чтобы она провела там последние недели своей жизни. Они говорят об откровенном и, в результате, Стефан целует Кэролайн. Тем временем сама Лиз завершает все свои дела в участке и заново открывает дело Гилбертов, для чего приглашает на разговор Дэймона и Елену, подозревая в этой аварии сверхъестественные силы. Но их маленькое расследование приводит к тому, что это была обычная случайная авария. Энзо с помощью Мэтта приводит свой план относительно Сары Сальваторе в исполнение. Состояние Лиз стремительно ухудшается и ей приходится вернуться в больницу, где она впадает в кому и вскоре умирает. Кэролайн расстроена, что не успела поговорить с матерью, и Стефан учит ее, как проникнуть в сознание Лиз и воспроизвести общее теплое воспоминание и таким образом попрощаться с мамой. |            | |                   |                                    |                 |                     |
| 126 | 15         | «Отпусти её» «Let Her Go»                                                                          | Джули Плек        | Джули Плек                         | 19 февраля 2015 | 1,41                |
| Бонни возвращает свою магию назад благодаря сообщению Дэймона на видеокамере и планирует вернуться домой в ту же ночь. Кэролайн просит друзей помочь ей организовать все необходимое для похорон матери за 1 день. Дэймон выступает на похоронах Лиз Форбс с прощальной речью. После похорон шерифа Форбс, Мэтт решает написать заявку на вступление в полицию на себя и Тайлера, который ужасно справляется после разрыва с Лив. Кай заявляется на пороге Джо в ужасном состоянии и говорит ей, что после его слияния с Люком что-то пошло не так, ведь он должен был объединиться с Джо. Джо проводит Каю медицинское обследование, результаты которого показывают, что он абсолютно здоров, но состояние Кая продолжает ухудшаться. Он предупреждает, что если умрет, то с ним погибнет Джо и весь их клан, а также все созданные Тюремные миры. В то же время Бонни приходит на назначенное место для проведения ритуала для возвращения, но её тюремный мир внезапно смещается, и Бонни на короткое время попадает в другой тюремный мир. Там она видит особняк, который оказывается домом Сальваторе, а чьи-то записи на столе показывают, что она находится в 1903 году. В этот момент Джо соглашается отдать Каю свою магию, и они совершают ритуал, во время которого Тюремные миры снова смешиваются. Бонни успевает добежать до места своего ритуала и совершить его, но перед исчезновением видит какую-то женщину, которую случайно снимает на видеокамеру. Перед уходом Кай говорит Джо, что она беременна и желает счастья сестре. Услышав это, Аларик делает ей предложение. Елена раскрывает план Кэролайн о том, что после похорон она собирается отключить свою человечность из-за скорби по матери и из-за того, что Стефан не ответил на её чувства. Поэтому Кэролайн приходится свернуть Елене шею и сбежать. Елену находит Стефан, который приходит в дом Кэролайн, чтобы сказать, что он все же понял свои истинные чувства к ней. Дэймон воссоединяется с Бонни, и она показывает ему видеозапись, а Дэймон узнаёт в женщине свою мать, Лили.                                                                  |            | |                   |                                    |                 |                     |
| 127 | 16         | «Порочный круг» «The Downward Spiral»                                                              | Иэн Сомерхолдер   | Брайан Янг и Кэролайн Драйз        | 12 марта 2015   | 1,30                |
| Елена, Стефан и только что вернувшаяся Бонни пытаются найти Кэролайн, которая пропала после того, как свернула Елене шею и отключила чувства. Подруги встречают Кэролайн в комнате общежития, куда она возвращается после крупного шоппинга заявляя, что собирается полностью изменить жизнь и просит не трогать ее год, иначе она начнет мстить. В обмен на это она обещает полностью контролировать свои действия. Позже в одном из баров Уитмора Кэролайн встречает Энзо и Сару Сальваторе, но говорит, что ей теперь все равно и она никому не расскажет, а также она приглашает Энзо на рэйв-вечеринку. Энзо разочарован, что Кэролайн отключила чувства. В это время Дэймон зовет Кая, чтобы узнать о тюремном мире 1903 года и о своей матери. Кай говорит, что каждый из миров был создан, чтобы заключить по одному человеку: мир 1994 года - для Кая, а мир 1903 года - для Лили Сальваторе. Дэймон не верит, потому что уверен, что она умерла обычным человеком от туберкулёза. Но, выкопав гроб матери, он находит его пустым. За информацию о Лили Кай просит Дэймона свести его с Бонни, но Бонни яростно отвергает все контакты с Каем. Елена, Бонни и Стефан приходят на рэйв-вечеринку, где Стефан признается Кэролайн в своих чувствах, пытаясь вразумить ее. Но Кэролайн реагирует кардинально: она ворует телефон у Энзо и назначает встречу с Сарой, которую планирует убить руками Лиама через внушение. В обмен на жизнь Сары она просит Стефана отключить его человечность, и Стефан вынужден выполнить требование, когда время истекает. Елена успевает спасти Сару от Лиама, но Стефану уже все равно. Кай все же рассказывает Дэймону шокирующую информацию о матери - она была потрошителем и убила более 3000 жертв, поэтому клан был вынужден ее заточить. |            | |                   |                                    |                 |                     |
| 128 | 17         | «Птичка в позолоченной клетке» «A Bird in a Gilded Cage»                                           | Джошуа Батлер     | Нил Рейнольдс                      | 19 марта 2015   | 1,59                |
| Дэймон надеется, что Лили сможет заставить Стефана вновь включить человечность, а он сможет повлиять на Кэролайн. Поэтому Бонни соглашается объединиться с Каем и отправить Дэймона в тюремный мир 1903 года. Елена безапелляционно присоединяется к троице. Оказавшись в 1903 году, Бонни отсылает Дэймона и Елену на поиски Лили, пока сама остается наедине с Каем якобы для поиска копии асцендента. Позволяя ему поверить, что простила его, она нападает на Кая и ранит его несколько раз, а он исчезает, чтобы спасти себя. Тем временем в особняке Сальваторе Елена и Дэймон слушают рассказ Лили о ее жизни до заточения и во время него. Когда они убеждают Лили вернуться с ними, чтобы помочь Стефану, она открывает им неприятный сюрприз: в подвале дома находятся ее друзья - полу-иссушенные вампиры, которых она хочет взять с собой, считая их своей семьей. Дэймону удается помешать ей вернуть их к жизни, разбив банку с кровью и уведя Лили с собой. Но Лили успевает дать каплю крови одному из вампиров. Когда Бонни читает заклинание, появляется раненый Кай и взывает к Бонни, но она возвращает всех, оставляя Кая в тюремном мире 1903 года. Стефан мстит Кэролайн, обещая сделать ее жизнь невыносимой, пока она не захочет все вернуть, а Кэролайн пытается ему противостоять. В это время Энзо убеждает Аларика помочь ему нейтрализовать Стефана и Кэролайн с помощью охотничьего оружия, но пара успевает раскрыть "охоту" и нейтрализовать "охотников". Стефан вынуждает Кэролайн поддаться ее вампирской сущности, и Кэролайн напивается человеческой крови, после чего у них происходит бурный сэкс. Кай в поисках еды натыкается на вампиров Лили, и один из вампиров нападает на него. Бонни, в благодарность за подсказку от Дэймона, которая помогла ей вернуть магию и вернуться, отдает ему "подарок" из 1994 года - шкатулку с лекарством от вампиризма для Елены. Дэймон открывается ей, что теперь не совсем уверен в желании вернуть Елене жизнь человека, а Бонни говорит, что это его право распорядиться подарком так, как он хочет.                                                  |            | |                   |                                    |                 |                     |
| 129 | 18         | «Я не могла бы так любить» «I Never Could Love Like»                                               | Лесли Либман      | Чад Файвэш и Джеймс Стотеро        | 16 апреля 2015  | 1,35                |
| Кэролайн и Стефан остаются по-прежнему с выключенной человечностью. Они терроризируют и убивают людей в Уитморе. Они угрожают Мэтту и Тайлеру, и в результате Мэтт попадает в больницу. Тем временем Елена и Дэймон убеждают Лили вернуть Стефану человечность, чтобы он в совою очередь смог убедить Кэролайн также включить чувства. Энцо забирает Сару из больницы везёт её в дом братьев Сальваторе, но там видит Лили. Оказывается, что именно Лили обратила его на корабле в 1903 году, а затем, по мнению Энзо, бросила его. Дэймон и Елена разговаривают о жизни и оказывается, что Елена скучает по человечности и хочет снова им стать, если бы это было возможно. Джо говорит, что по словам её отца Лили была заперта в тюремном мире не одна, а с гибридами вампира и ведьмы, членами клана Близнецов, которые называются Еретиками. |            | |                   |                                    |                 |                     |
| 130 | 19         | «Потому что» «Because»                                                                             | Джофф Шотц        | Мелинда Хсю Тейлор                 | 23 апреля 2015  | 1,37                |
| Стефан снова включает свою человечность после встречи с матерью, и вместе с Дэймоном и Еленой разрабатывает план, чтобы заставить Кэролайн сделать то же самое. Он притворяется, что не включил чувства, и их обоих запирают в оборудованной защитой комнате отеля и стараются вернуть Кэролайн чувства. Лили хочет вернуть свою «семью» — Еретиков — из тюремного мира 1903 года, однако Бонни уничтожает асцендент. Дэймон не знает, хочет ли он, чтобы Елена вновь стала человеком, и в конце концов решает не давать ей лекарство от вампиризма, привезённое Бонни из тюремного мира 1994 года. Благодаря Лили лекарство всё же попадает к Елене. Между ней и Дэймоном происходит разговор, где Елена говорит, что не будет принимать лекарство, чтобы быть с Дэймоном. Тогда Дэймон говорит Елене о том, что она должна принять лекарство, а он готов принять его вместе с ней - чем шокирует Елену. |            | |                   |                                    |                 |                     |
| 131 | 20         | «Ради тебя я оставлю счастливый свой дом» «'I'd Leave My Happy Home For You'»                      | Джесси Уарн       | Бретт Мэтьюс и Ребекка Сонненшайн  | 30 апреля 2015  | 1,21                |
| Друзья устраивают для Джо и Аларик празднуют девичник и мальчишник, соответственно. Аларик и Дэймон обсуждают его предложение Елене стать человеком вместе с ней. Тайлер боится быть копом, так как на этой работе может убить кого-нибудь и вновь запустит проклятие оборотня. Лили вновь становится потрошителем, так как понимает, что ей не удастся воссоединится со своей «семьёй». В поисках добычи она находит Бонни и Джо, собирающихся уйти из бара. Она тяжело ранит Бонни в шею и чуть не убивает Джо, но останавливается, когда узнаёт, что Джо беременна, причём говорит, что это близнецы. Джо отвозит Бонни в больницу. В это время Стефан с Еленой проводят романтический вечер, чтобы принять ответственное решение. Елена, наконец, принимает лекарство от вампиризма и становится человеком, а все стертые воспоминания начинают к ней возвращаться. Однако, когда Стефан звонит Дэймону, предостерегая не принимать лекарство, потому что Лили слетела с катушек, появляется Лили и вырубает Дэймона. Поняв, что Елена стала человеком, в Лили просыпается жажда крови. Елене, потерявшей вампирские силы, с трудом удается сбежать от Лили. Лили пытается напасть на нее. Елена, Стефан и Дэймон запирают Лили в камере в подвале дома Сальваторе и не дают ей пить кровь. Кай в тюремном мире готовит ужин для Еретиков и планирует вернуться обратно той же ночью. |            | |                   |                                    |                 |                     |
| 132 | 21         | «Я выйду за тебя посреди золотистого лета» «'I'll Wed You In The Golden Summertime'»               | Майкл Алловиц     | Брайан Янг                         | 7 мая 2015      | 1,32                |
| Бонни снятся кошмары о Кае и Лили. Она, Елена и Джо пытаются готовиться к свадьбе, но узнают, что организатор свадьбы заболела. К счастью, Кэролайн ко всеобщей радости возвращается и берёт организацию мероприятия на себя. Во время подготовки Джо падает в обморок. Бонни озадачена этим и своими кошмарами, и делится об этом с Мэттом, который считает, что её опасения никогда не бывают случайными, и предлагает Бонни подстраховаться. Тем временем Елена просит Стефана переубедить Дэймона становиться человеком, потому что убеждена из их прошлых разговоров, что он этого никогда не хотел и готов пойти на это только ради нее, но не ради себя. Стефан отвозит Дэймона в один из домов, где он жил, пока Дэймон был в ловушке в тюремном мире, и пытается моделировать ситуации, показывая Дэймону их с Еленой возможное будущее - ссоры, разочарования, расставания или внезапная смерть. Бонни и Мэтт проникают в дом Сальваторе, чтобы на время обезвредить Лили, но находят ее камеру пустой, а невидимая сила внезапно душит Бонни и Мэтта. Стефан возвращается к свадебной церемонии и говорит об отношениях с Кэролайн. Дэймон говорит Елене, что все обдумал и решительно готов стать человеком не ради себя, но ради них обоих. Свадьба начинается идеально: Дэймон делится с Алариком своим решением, отец Джо приезжает, чтобы вести ее к алтарю. Однако, во время обмена клятвами молодоженов, невидимый Кай убивает Джо и с помощью магии создает взрывную волну в свадебном шатре, в результате чего Елена теряет сознание. |            | |                   |                                    |                 |                     |
| 133 | 22         | «Мне никогда вас не забыть» «'I'm Thinking of You All the While'»                                  | Крис Грисмер      | Джули Плек и Кэролайн Драйз        | 14 мая 2015     | 1,44                |
| Убив Джо и устроив взрыв в шатре, который ранит половину гостей, Кай убивает себя, чтобы весь его клан умер, а также чтобы переродиться - ведь, как оказывается, за спасение своей "семьи" - Еретиков - Лили дала Каю свою вампирскую кровь. Тайлер смертельно ранен, и Лив просит его спасти себя и запустить проклятье оборотня, чтобы исцелиться, поэтому она разрешает Тайлеру убить себя. Аларик бесполезно разряжает обойму в Кая, который уже обратился в Еретика, но внезапно на Кая набрасывается обратившийся Тайлер и, укусив его, сбегает, не тронув Аларика. Бонни показывает Мэтту найденное ею видеопослание от Кая: оказывается, Кай заклинанием связал жизни Елены и Бонни — Елена будет спать, не старея, пока Бонни будет жить, и проснётся лишь тогда, когда умрёт Бонни. Кай пытается заставить Дэймона выбирать между жизнями Бонни и Елены. Дэймон выбирает третий вариант, отрывая Каю голову и спасая жизнь Бонни. В видениях Елена прощается со всеми своими друзьями и любимыми — через 60 или 70 лет, когда Бонни, прожив долгую жизнь, умрёт, Елена проснётся и снова будет с Дэймоном и друзьями-вампирами. Стефан и Дэймон помещают её гроб в склепе Сальваторе, потому что по венам Елены течёт лекарство от вампиризма, и вампиры не должны об этом узнать. Стефан говорит Кэролайн, что любит её и готов ждать. Энзо и Лили обнаруживают, что Кай действительно перенёс «семью» Лили из тюремного мира 1903 года в современный Мистик Фоллс. |            | |                   |                                    |                 |                     |